# Ballad Collection (AAAのアルバム)
『Ballad Collection』（バラードコレクション）は、2013年3月13日にavex traxから発売されたAAAの初のコンセプトアルバム。

## 概要
- AAA初のバラードベスト・コンセプトアルバム。
- CD-1にはAAAのバラード曲を新曲順に収録しており、CD-2には7人のメンバーそれぞれによるソロカヴァー曲が収録されている。
- 36thシングル「PARTY IT UP」と同時発売。

## 発売形態

### 発売形態表
| 販売型         | Disc                                          | 収録簡易内容           |
| -------------- | --------------------------------------------- | ---------------------- |
| 初回限定生産盤 | 2CD+2013年AAAダイアリー(2013年4月〜2014年3月) | CD1:M1〜M13 CD2:M1〜M7 |
| 通常盤         | 2CD                                           | CD1:M1〜M13 CD2:M1〜M7 |
| 通常盤         | CDonly                                        | CD:M1〜M13             |

## 収録内容

### CD DISC1
1. WISHES (5:54)
31stシングル。「SAILING」の2曲目に収録。
7thオリジナルアルバム。「777 〜TRIPLE SEVEN〜」の11曲目に収録。
2. one more tomorrow (5:16)
6thオリジナルアルバム。「Buzz Communication」の5曲目に収録。
3. Day by day (4:33)
25thシングル。「負けない心」の2曲目に収録。
6thオリジナルアルバム。「Buzz Communication」の12曲目に収録。
4. FIELD (5:16)
5thオリジナルアルバム。「HEARTFUL」の12曲目に収録。
5. a piece of my word (5:15)
20thシングル。「旅ダチノウタ」の3曲目に収録。
4thオリジナルアルバム。「depArture」の7曲目に収録。
6. あきれるくらいわがままな自由 (4:44)
3rdミニアルバム。「CHOICE IS YOURS」の6曲目に収録。
7. Love Candle (4:06)
17thシングル。「MIRAGE」の2曲目に収録。アルバム初収録。
8. Wonderful Life (5:03)
2ndミニアルバム。「AlohAAA!」の1曲目に収録。
9. ミカンセイ (5:01)
2ndオリジナルアルバム。「ALL」13曲目に収録。
10. チューインガム (5:10)
11thシングル。
2ndオリジナルアルバム。「ALL」の5曲目に収録。
11. 夢のカケラ (5:02)
1stミニアルバム。「ALL/2」の6曲目に収録。
12. 出逢いのチカラ (5:01)
1stオリジナルアルバム。「ATTACK」の8曲目に収録。
13. ボクラノテ (4:28)
1stオリジナルアルバム。「ATTACK」の12曲目に収録。

### CD DISC2(初回限定生産盤)
1. Last Love (3:10)
メンバーソロカバー(西島隆弘 ver.)
2. HORIZON (3:59)
メンバーソロカバー(宇野実彩子 ver.)
3. 旅ダチノウタ (4:27)
メンバーソロカバー(浦田直也 ver.)
4. SHEの事実 (3:26)
メンバーソロカバー(日高光啓 ver.)
5. Hasta la vista 〜アスタ・ラ・ビスタ〜 (4:42)
メンバーソロカバー(與真司郎 ver.)
6. Hide&Seek (4:20)
メンバーソロカバー(末吉秀太 ver.)
7. Us (4:13)
メンバーソロカバー(伊藤千晃 ver.)